# Brozany nad Ohří
Brozany nad Ohří (en allemand : Brotzan) est un bourg (městys) du district de Litoměřice, dans la région d'Ústí nad Labem, en Tchéquie. Sa population s'élevait à 1 355 habitants en 2018.

## Géographie
Brozany nad Ohří est arrosée par l'Ohře, un affluent de l'Elbe, et se trouve à 10 km au sud de Litoměřice, à 24 km au sud-est d'Ústí nad Labem et à 47 km au nord-ouest de Prague.
|  |

La commune est limitée par Brňany au nord, par Dolánky nad Ohří, Doksany et Nové Dvory à l'est, par Budyně nad Ohří au sud, par Chotěšov et Rochov à l'ouest, et par Keblice au nord-ouest.

## Histoire
La première mention écrite du village date de 1276.